# Autorail à grande capacité

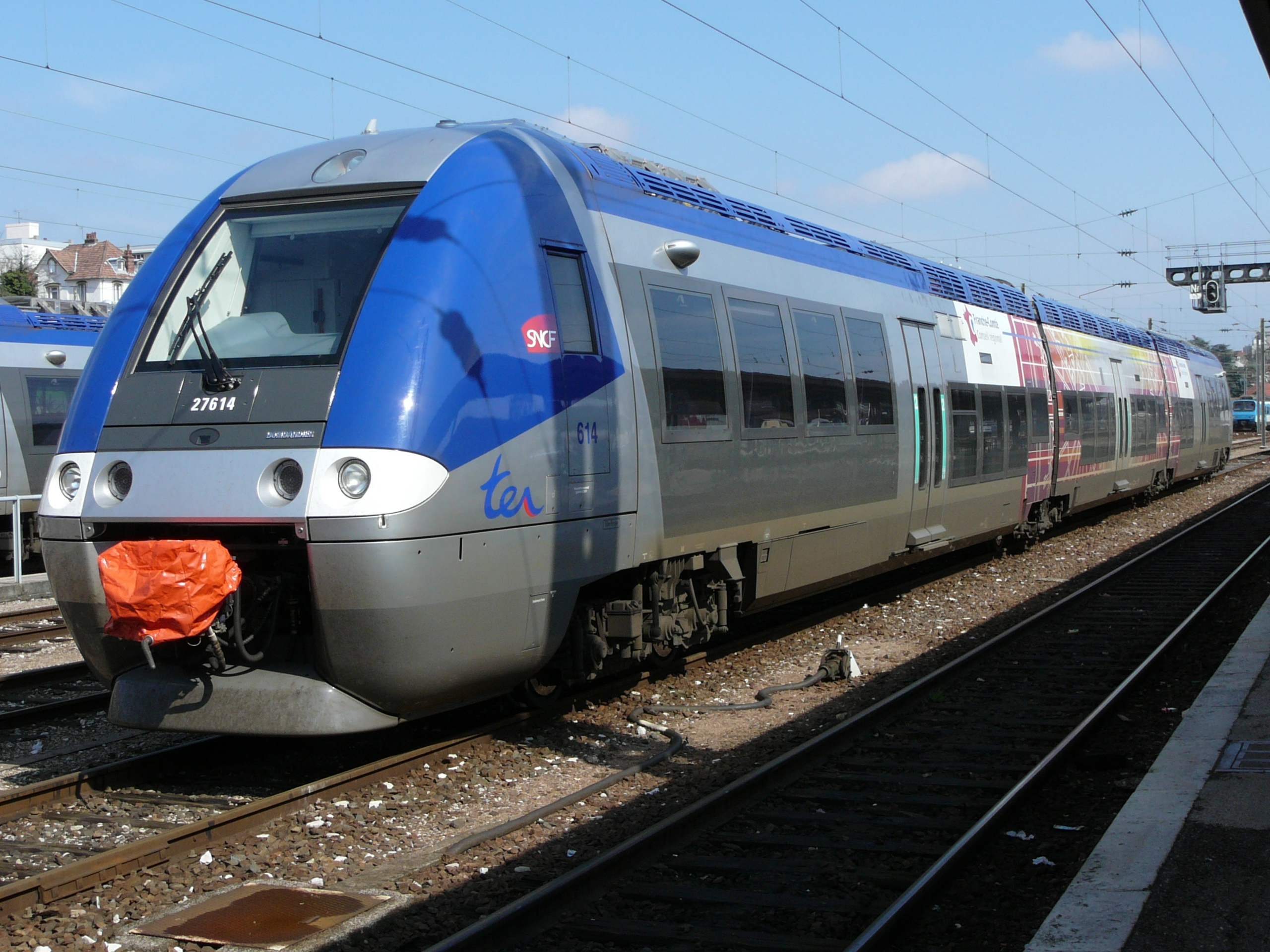
ZGC im Bahnhof Besançon-Viotte.

Der Autorail à Grande Capacité, kurz AGC (deutsch: „Triebwagen mit großer Kapazität“), ist ein Triebzug, der von Bombardier in Crespin für die SNCF gebaut wurde. Diese Triebwagen gibt es als Diesel-, elektrische und Zweikraft-Variante.
Von diesen Triebwagen wurden 700 Stück im Auftrag der Regionen durch die SNCF bestellt; sie wurden zwischen 2004 und 2011 in Betrieb genommen. Die Modularität des AGC erlaubte es jeder Region, über den Aufbau der Einheiten mitzuentscheiden, unter anderem über die Anzahl an Wagen und die Inneneinrichtung.

## AGC-Baureihen
Es gibt vier verschiedene Baureihen des AGC:
| Baureihe | Alternative Bezeichnung | Antrieb | Antrieb  | Antrieb        |
| -------- | ----------------------- | ------- | -------- | -------------- |
| Baureihe | Alternative Bezeichnung | Diesel  | 1500 V = | 25 kV, 50 Hz ~ |
| X 76500  | XGC                     | X       |          |                |
| Z 27500  | ZGC                     |         | X        | X              |
| B 81500  | BGC                     | X       | X        |                |
| B 82500  | BBGC oder BIBI          | X       | X        | X              |

## Allgemeine Informationen
Die AGC sind Gelenktriebwagen mit Jakobsdrehgestellen. Es ist möglich, bis zu drei Einheiten zu kuppeln und vielfachzusteuern, dafür sind die Enden mit Scharfenbergkupplungen mit Kontaktaufsätzen ausgerüstet. Die Höchstgeschwindigkeit beträgt 160 km/h. Die Regionen Basse-Normandie und Lothringen haben AGC beschafft, die es ermöglichen, XGC und ZGC zu kuppeln. Dies ist sonst nicht möglich.

### Besonderheiten
Die Region Rhône-Alpes benutzt AGC im internationalen Verkehr, die Z 27500 verbinden Lyon mit Genf und seit dem 6. September 2009 verbinden B 82500 Valence–Grenoble–Chambéry mit Genf. Diese Züge verkehren auf Schweizer Hoheitsgebiet ab La Plaine bis Genf.
21 Regionen haben den AGC ein besonderes Außendesign gegeben.

## Bestellungen
Der erste Zug B 81501/81502 wurde an die Region Midi-Pyrénées ausgeliefert und ist im Depot Toulouse stationiert.
Ende 2006 waren rund 200 von 700 Einheiten ausgeliefert. Am 14. Januar 2008 waren 314 Züge in verschiedene Regionen ausgeliefert, unter anderem die ersten BiBi (B 82500) an folgende Regionen:
- Champagne-Ardenne
- Poitou-Charentes
- Île-de-France

Im Jahr 2009 wurden die BiBi (B 82500) an folgende Regionen ausgeliefert:
- Rhône-Alpes
- Nord-Pas-de-Calais

Ende April 2008 waren insgesamt 350 Einheiten ausgeliefert. Am 12. Februar 2009 waren 463 im Einsatz. Am 18. September 2009 waren 539 ausgeliefert. Am 15. Juni 2011 wurde die siebenhundertste und damit die letzte Triebwageneinheit an die Region Nord-Pas-de-Calais ausgeliefert.
im November 2010 unterzeichneten  Bombardier und das rumänische Unternehmen Remarul 16 Februarie einen Vertrag, der eine Fertigung des AGC unter Lizenz in Cluj, in Rumänien vorsah, und die Lieferung nach Rumänien, Bulgarien, Griechenland, Kroatien, Bosnien und Serbien erlaubte. Von den dortigen Eisenbahnverkehrsunternehmen gingen jedoch keine Bestellungen ein.

## Bilder

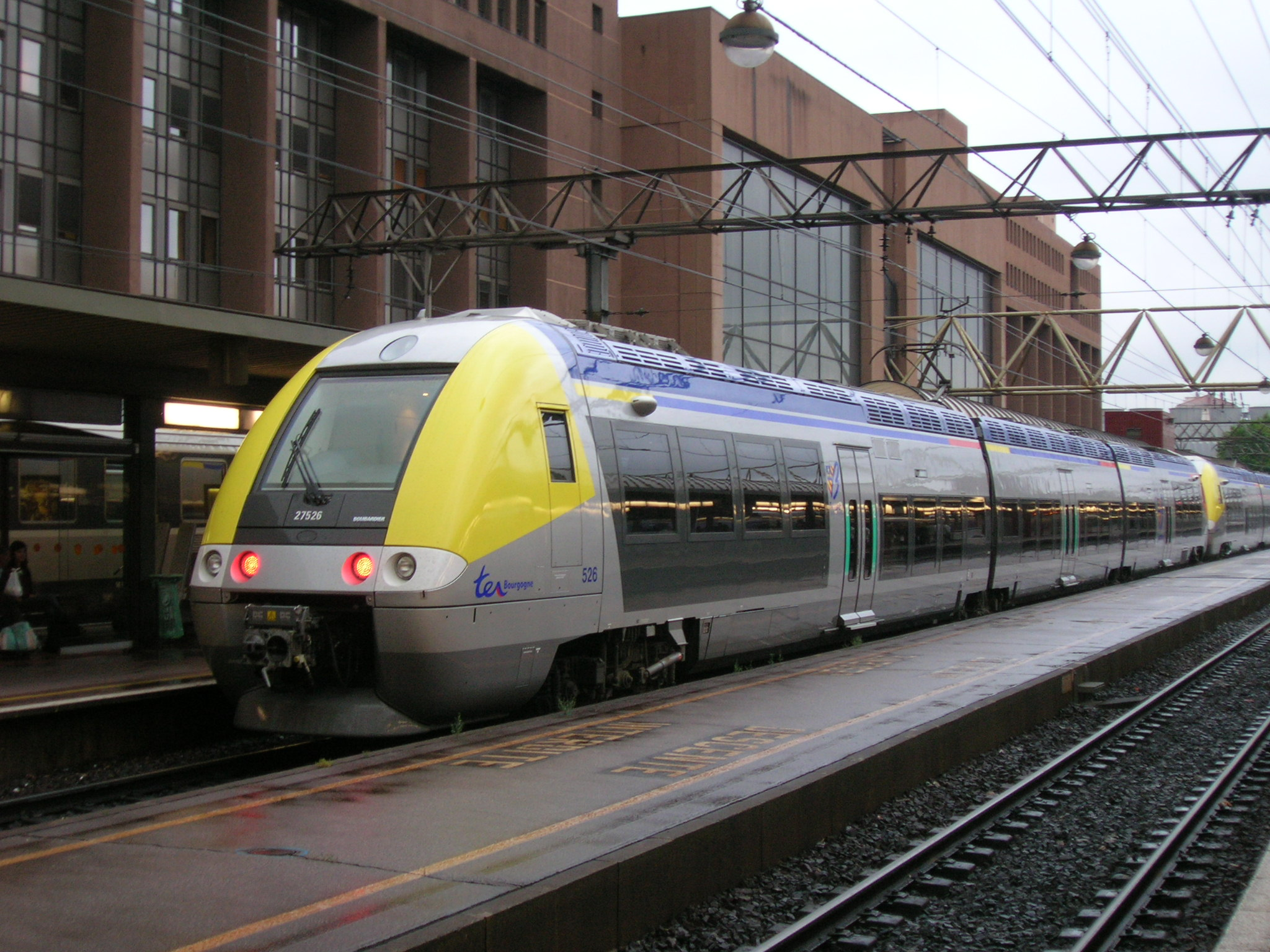
Triebzug Z 27525 / 27526 im Bahnhof Lyon-Part-Dieu.
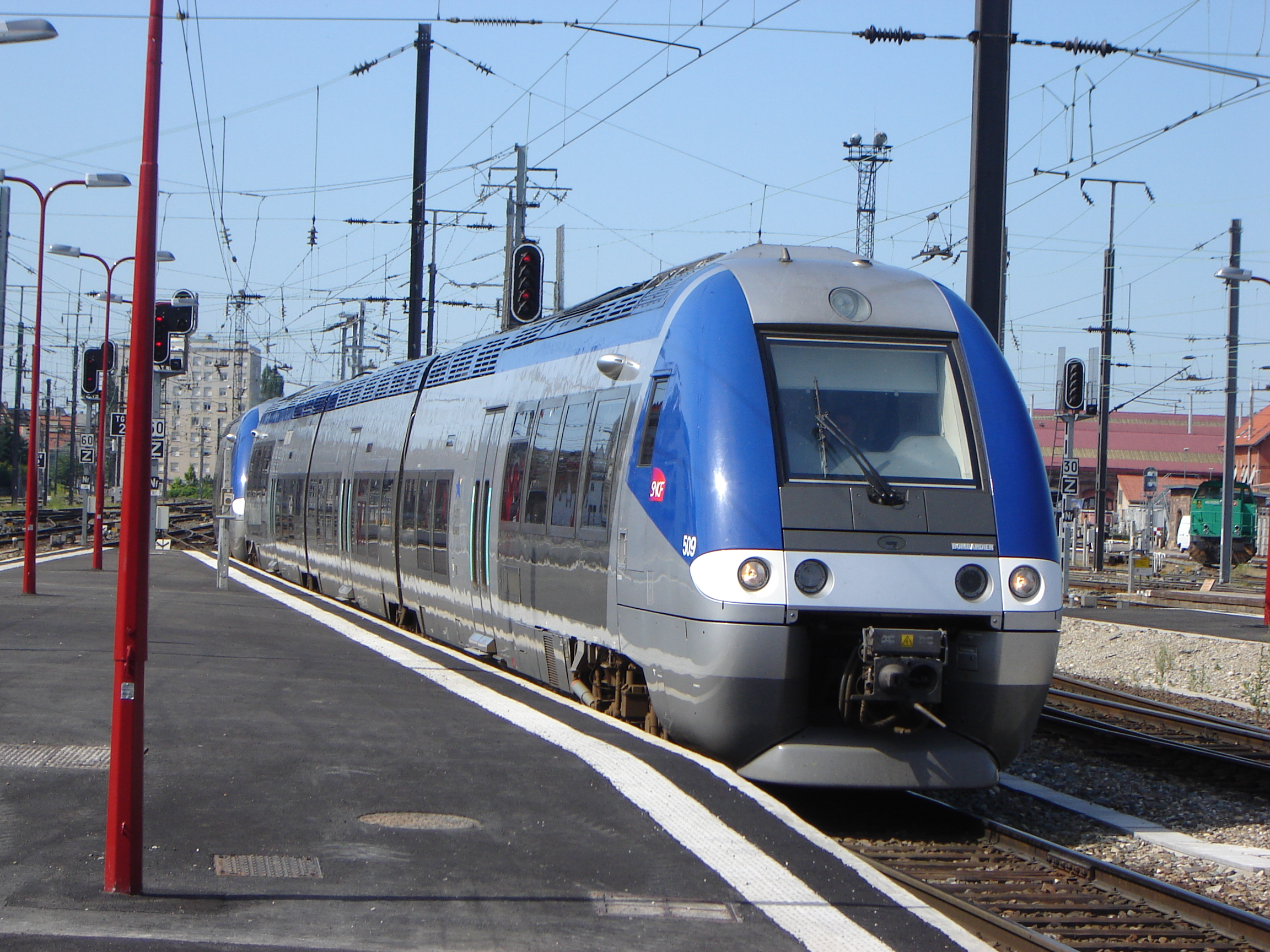
AGC im Bahnhof von Strasbourg.
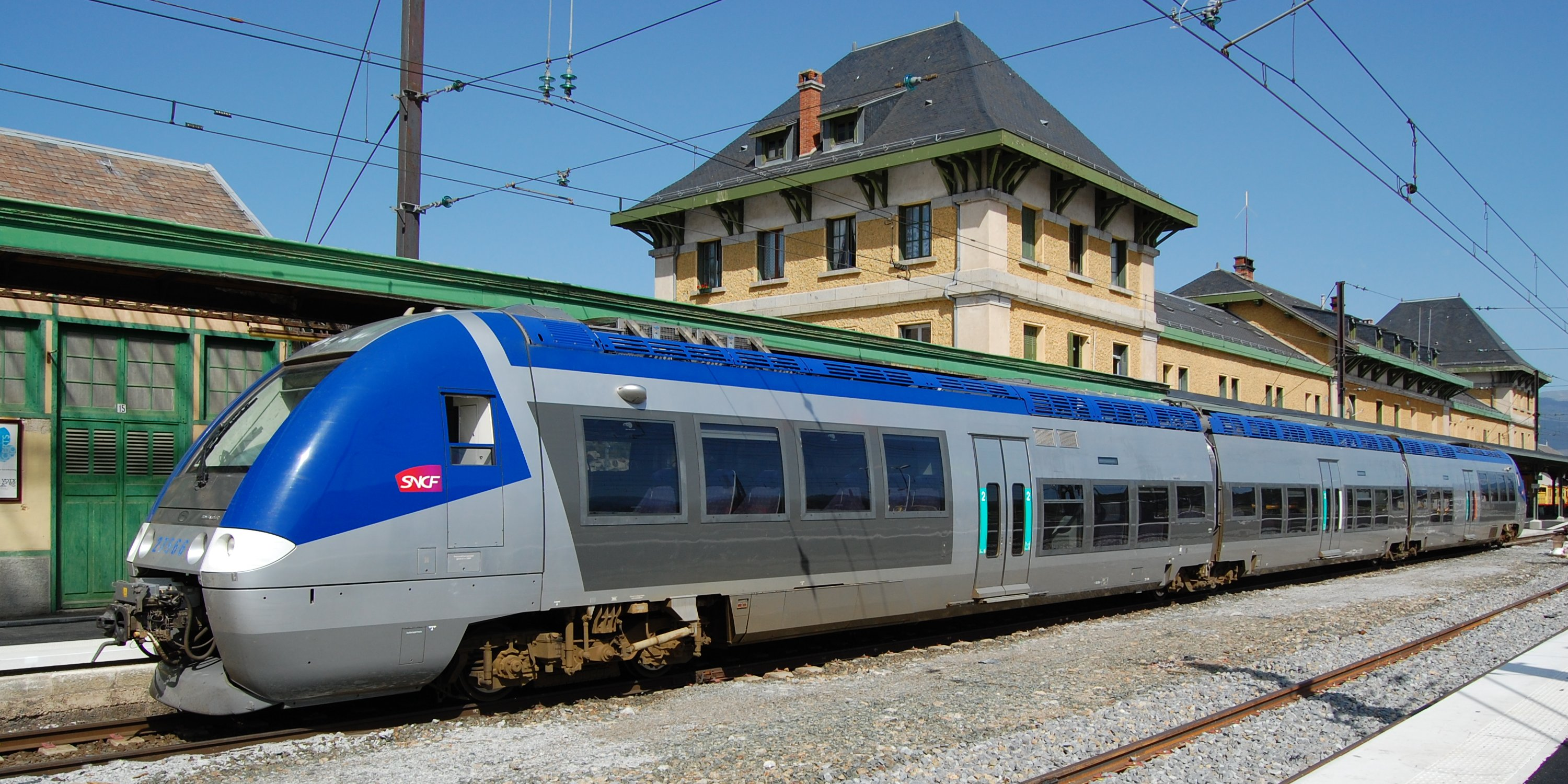
Z 27500 im Bahnhof Latour-de-Carol-Enveitg.

## Modellbau
Die Marke LS Models hat den AGC in H0 nachgebaut, es gibt den Z 27500, B 81500 und X 76500 jeweils als drei- oder vierteilige Garnitur.